# Ngữ pháp tiếng Pháp
Ngữ pháp tiếng Pháp (Grammaire française) là những nghiên cứu về quy tắc sử dụng của ngôn ngữ này. Trước tiên cần phải phân biệt hai quan điểm: ngữ pháp miêu tả (grammaire descriptive) và ngữ pháp chuẩn (grammaire normative hay grammaire prescriptive). Ngữ pháp miêu tả dùng để phân tích và mô tả các cấu trúc và thành phần của ngôn ngữ Pháp dưới cái nhìn ngôn ngữ học. Ngày nay, dạng ngữ pháp này chỉ dùng cho sự phát triển của ngôn ngữ học đương thời, hoặc trong lĩnh vực ngữ pháp dịch đúng nguyên văn, ngữ pháp thực dụng hoặc là ngữ nghĩa học. Ngữ pháp miêu tả đổi mới và làm cho tinh tế hơn sự hiểu biết về cấu trúc của tiếng Pháp. Trong khi đó, ngữ pháp chuẩn dùng cho mục đích là để nói "chính xác". Một người nói một ngôn ngữ cần nắm rõ những quy tắc này để có thể sử dụng một cách chính xác kể cả khi nói hoặc viết. Dạng ngữ pháp này không có kết thúc về mặt khoa học, đơn giản là trả lời câu hỏi "cần phải nói thế nào". Mặc dù ngữ pháp chuẩn cũng thể hiện về mặt ngôn ngữ học, nhưng cần phải phân biệt rằng ngôn ngữ học nói chung nói về các hiện tượng ngôn ngữ hiện hữu trong các ngôn ngữ khác nhau, trong khi đó ngữ pháp tiếng Pháp chỉ đơn giản là ngôn ngữ học áp dụng, nghĩa là nghiên cứu về ngôn ngữ cụ thể. 

## Tổng quan và sự tương hợp

Trong tiếng Pháp, quốc hiệu của từng quốc gia, lãnh thổ cũng mang giống: những tên quốc gia/ lãnh thổ màu xanh là danh từ giống đực và tên những quốc gia/ lãnh thổ màu tím là danh từ giống cái.

Tiếng Pháp là một ngôn ngữ Romance do đó ngữ pháp của nó có nét tương đồng với một số ngôn ngữ như Tây Ban Nha, Italia, Romania... Đầu tiên khi nhắc tới ngữ pháp cần phải đề cập tới danh từ (le nom). Danh từ trong ngôn ngữ Pháp được chia theo giống (genre) và số. Danh từ có hai giống là giống đực (masculin) và giống cái (féminin). Trong từ điển, để viết tắt cho danh từ giống đực ta dùng n.m (nom masculin), còn danh từ giống cái là n.f (nom féminin) Sự phân chia về giống này một phần mang tính thực tế như homme (người đàn ông), père (bố), fils (con trai)... đều là giống đực và fille (cô gái), femme (người phụ nữ), mère (mẹ) đều là giống cái. Tuy nhiên, đa số đều là giống ngữ pháp, ví dụ jour (ngày, giống đực), chansons (bài hát, giống cái), succès (sự thành công, giống đực), beauté (cái đẹp, giống cái)... Bên cạnh giống thì danh từ còn có dạng số ít (singulier) và số nhiều (pluriel). Có nhiều quy tắc biến đổi danh từ từ số ít thành số nhiều (quy tắc này sẽ được trình bày ở mục Từ loại - Danh từ (le nom)). Tuy nhiên, danh từ thường không đi một mình mà có những từ ngữ phụ thuộc nó bổ nghĩa cho danh từ và tổ hợp phụ ngữ - danh từ được gọi là cụm danh từ (groupe nominal). Trong một cụm danh từ thì tính từ, hạn định từ phải tương hợp (accord) với danh từ theo cả giống và số. Cụ thể quy tắc như sau: nếu danh từ giống - số nào, thì từ ngữ phụ thuộc nó phải biến đổi thành giống -số ấy. Ví dụ, xét cụm danh từ sau la douce beauté moderne, beauté là danh từ giống cái số ít nên mạo từ xác định phải là giống cái số ít - la, tính từ doux phải chưyển thành douce và moderne (do tận cùng bằng -e nên không cần phải biến đổi). Xét thêm một ví dụ nữa như des grands musées spécials attirants (những viện bảo tàng lớn, đặc biệt, hấp dẫn), musée là danh từ giống đực, số nhiều nên mạo từ không xác định phải ở số nhiều (des), tính từ grand, spécial, attirant cũng phải chia số nhiều giống đực là grands, spécials, attirants. Ngoài tính từ chỉ phẩm chất (adjectif qualicatif), hệ thống hạn định từ (déterminant) như mạo từ (article), tính từ sở hữu (adjectif possessif), tính từ chỉ định (adjectif démonstratif)... cũng bổ nghĩa cho danh từ. Khác với tính từ, hạn định từ thường bắt buộc phải có và phải đứng trước danh từ.
Động từ (verbe) là những từ dùng để miêu tả hành động, trạng thái của sự vật hiện tượng. Các câu bình thường đều phải có động từ và động từ được xem như là trung tâm của câu. Động từ nguyên mẫu (infinitif) là những động từ ban đầu, được ghi trong các từ điển và chưa bị biến đổi. Tuy nhiên, cũng giống như các ngôn ngữ khác, động từ tiếng Pháp phải chia theo ngôi, thì, thể và thức. Tuy có tới chín đại từ nhân xưng chủ ngữ những chỉ có sáu cách chia động từ (hay năm ở một số thì). Động từ biến đổi theo thì (temps) là thì hiện tại (le présent), thì quá khứ (le passé) và thì tương lai (le futur), ở thì ta còn phân loại thành simple (thì đơn) - chia ngay động từ chính và thì kép (composé) - mượn và chia trợ động từ être/ avoir còn động từ chính chuyển về quá khứ phân từ (participe passé). Trong mỗi thì ấy, lại có những thể (aspect) - có thể xem như những trạng thái khác nhau của một thì). Ví dụ như thì quá khứ (le passé) có tới năm aspect là thì quá khứ đơn (le passé simple), thì quá khứ chưa hoàn thành (l'imparfait), thì quá khứ kép (le passé composé), thì quá khứ hoàn thành (le plus-que-parfait) và thì quá khứ xa (le passé antérieur). Bên cạnh đó, thức (mode) cũng ảnh hưởng tới cách chia động từ, có tới bảy thức là thức trần thuật (l'indicatif), thức chủ quan/bàng thái cách/lối liên tiếp (le subjonctif), thức điều kiện (le conditionnel), thức mệnh lệnh (l'impératif), phân từ (participe), nguyên mẫu (infinitif) và động danh từ (le gérondif). Tổng hợp thì, thể và lối ta có các thì dưới đây (lưu ý, ở bảng dưới đây, thì đơn được trình bày phía trước thì kép có ý nghĩa rằng trợ động từ avoir/être phải chia ở thì đơn bên cạnh).
| Mode                                         | Simple                              | Exemple 1 (arriver) | Exemple 2 (parler) | Exemple 3 (Finir) | Composé                                    | Exemple 4 (arriver)  | Exemple 5 (parler) | Exemple 6 (finir)  |
| -------------------------------------------- | ----------------------------------- | ------------------- | ------------------ | ----------------- | ------------------------------------------ | -------------------- | ------------------ | ------------------ |
| Indicatif (Thức trần thuật)                  | Présent (Hiện tại đơn)              | Tu arrives          | Tu parles          | Tu finis          | Passé composé (Thì quá khứ kép)            | Tu es arrivé(e)      | Tu as parlé        | Tu as fini         |
| Indicatif (Thức trần thuật)                  | Imparfait (Quá khứ chưa hoàn thành) | Tu arrivais         | Tu parlait         | Tu finissais      | Plus-que-parfait (Quá khứ hoàn thành)      | Tu étais arrivé(e)   | Tu avait parlé     | Tu avait fini      |
| Indicatif (Thức trần thuật)                  | Passé simple (Thì quá khứ đơn)      | Tu arrivas          | Tu parlas          | Tu finis          | Passé antérieur (Thì quá khứ xa)           | Tu fus arrivé(e)     | Tu eus parlé       | Tu eus fini        |
| Indicatif (Thức trần thuật)                  | Futur simple (Thì tương lai đơn)    | Tu arriveras        | Tu parleras        | Tu finira         | Futur antérieur (Thì tương lai hoàn thành) | Tu seras arrivé(e)   | Tu auras parlé     | Tu auras fini      |
| Subjonctif (Thức chủ quan)                   | Présent (Hiện tại)                  | Tu arrives          | Tu parles          | Tu finisses       | Passé composé (Quá khứ kép)                | Tu soies arrivé(e)   | Tu aies parlé      | Tu aies fini       |
| Subjonctif (Thức chủ quan)                   | Imparfait (Quá khứ chưa hoàn thành) | Tu arrivasses       | Tu parlasses       | Tu finisses       | Plus-que-parfait (Quá khứ hoàn thành       | Tu fusses arrivé(e)  | Tu eusses parlé    | Tu eusses fini     |
| Conditionnel (Thức điều kiện)                | Présent (Hiện tại)                  | Tu arriverais       | Tu parlerais       | Tu finirais       | Passé (Quá khứ)                            | Tu serais arrivé(e)  | Tu avais parlé     | Tu avais fini      |
| Impératif (Thức mệnh lệnh)                   | Présent (Hiện tại)                  | (Tu) Arrive!        | (Tu) Parle!        | (Tu) Finis!       | Passé (Quá khứ)                            | (Tu) Soie arrivé(e)! | (Tu) Aie parlé!    | (Tu) Aie fini!     |
| Participe (Phân từ)                          | Présent (Hiện tại)                  | Arrivant            | Parlant!           | Finissant!        | Passé (Quá khứ)                            | Arrivé(e)/s          | Parlé(e)/s         | Fini(e)/s          |
| Infinitif (Thức vô định/ động từ nguyên mẫu) | Présent (Hiện tại)                  | Arriver             | Parler             | Finir             | Passé (Quá khứ)                            | Être arrivé(e)       | Avoir parlé        | Avoir fini         |
| Gérondif (Động danh từ)                      | Présent (Hiện tại)                  | En arrivant         | En arrivant        | En finissant      | Passé (Quá khứ)                            | En étant arrivé      | En ayant parlé     | En ayant finissant |

Bên cạnh đó, trạng từ (adverbe) là những từ đi kèm với động từ, tính từ hoặc trạng từ khác nhằm bổ nghĩa cho những từ ấy. Có rất nhiều trạng từ như trạng từ chỉ thời gian, trạng từ tần suất, trạng từ chỉ nơi chốn, trạng từ chỉ cách thức... Nếu bổ nghĩa cho động từ thì đứng sau động từ (đối với thì đơn, ví dụ Tu parles couramment Anglais) hoặc đứng sau trợ động từ, trước quá khứ phân từ (đối với thì kép ví dụ Tu as couramment parlé Anglais), nếu bổ nghĩa cho tính từ thì đứng trước tính từ (ví dụ très magnifique) còn nếu bổ ngữ cho nguyên câu thì đặt đầu câu (Malheureusement, tu arrives lentement au Japon.).
Giới từ (préposition) là những từ kết nối hoặc chỉ rõ chức năng của từ trong câu, ví dụ la maison de monsieur Thierry, giới từ de cho biết mối quan hệ sở hữu trong đó chủ sở hữu là monsieur Thierry. Liên từ (conjonction) nối các thành phần trong câu lại với nhau ví dụ Marie vient de France et Peter vient d'Angleterre. Mặt khác, thán từ (interjection) cũng dùng để chỉ ra cảm xúc của người nói, người viết. Ví dụ, Oh! Oui, il est miraculeux.
Vậy, noms, adverbes, adjectifs, verbes là những từ từ vựng (les mots lexicaux) còn những từ còn lại là những từ ngữ pháp (les mots grammaticaux). Hai khái niệm (définition) này sẽ được trình bày ở phần sau.

## Từ loại

### Danh từ (le nom)
Danh từ (les noms) là những từ dùng để gọi tên sự vật (như oiseau - chim chóc, maison - nhà ở, fleuve, sông), địa danh (như Londres - London, Hanoï - Hà Nội, Indochine - Đông Dương), con người (các tên riêng như François, Jacques, Marie...), hiện tượng (như ouragan - cơn bão, tendance - khuynh hướng, éclipse - thiên thực), khái niệm trừu tượng (indépendance - độc lập, humanité - nhân đạo, patriotisme - lòng yêu nước).

#### Genre du nom (Giống của danh từ)
Giống của danh từ tiếng Pháp được chia thành hai giống là giống đực (masculin) và giống cái (féminin). Một danh từ bất kì hoặc là giống đực hoặc là giống cái (cái này buộc phải tra cứu trong các quyển từ điển và học thuộc). Danh từ giống đực (nom masculin, viết tắt là n.m, kí hiệu này khá phổ biến trong từ điển) và danh từ giống cái (nom féminin, viết tắt là n.f, kí hiệu này cũng rất phổ biến trong từ điển). Sự phân chia giống một phần do giới tính tự nhiên như
- n.m: homme (người đàn ông), époux (chú rể), père (bố), garçon (con trai), chien (chó đực)...
- n.f: femme (người phụ nữ), épouse (cô dâu), mère (mẹ), fille (con gái), chienne (chó cái)...

Sự phân giới tính của danh từ phụ thuộc vào giống tự nhiên. Tuy nhiên, đa phần đều phân giống theo một quy tắc ngẫu nhiên tạo nên giống ngữ pháp (le genre grammatical) như
- n.m: environnement (môi trường), matin (buổi sáng), théâtre (nhà hát), bonheur (hạnh phúc), écrivain (nhà văn), journal (tờ báo), classique (cổ điển)...
- n.f: beauté (vẻ đẹp), courtoisie (lịch sự), gastronomie (ẩm thực), culture (văn hoá), chansons (bài hát), raison (lí do), protection (sự bảo vệ), connexion (sự kết nối)...

Để xác định giới tính của một danh từ, ta chỉ có thể tra cứu nó trong các từ điển (ví dụ như từ điển Larousse) và học thuộc mỗi khi học từ vựng mới. Tuy nhiên, cũng có một số thủ thuật (mặc dù chỉ chính xác tương đối) được dùng để xác định giống của danh từ. Những thủ thuật ấy nên được sử dụng với mục đích tham khảo, nên tra cứu lại cho chắc chắn. Quy tắc ấy là:
- Các danh từ tận cùng bằng -ion như -tion, -sion, -xion... là giống cái (ví dụ question, compréhension, connexion...), danh từ tận cùng bằng -ée cũng là giống cái (ngoại trừ trophée, musée và lycée) như journée, poupée, soirée..., hoặc tận cùng bằng -ison cũng là giống cái như (raison, maison...) hoặc danh từ tận cùng bằng -ance, -ence, -anse, -ense (ngoại trừ silence) đều là giống cái như correspondance, référence, danse....
- Các danh từ tận cùng bằng -ment thường là giống đực như gouvernement, mouvement, déplacement... danh từ tận cùng bằng -eur (ngoại trừ fleur, couleur) đều là giống đực như ordinateur, professieur, directeur... và danh từ tận cùng bằng -isme (đuôi này thường mang ý nghĩa như "chủ nghĩa", "trào lưu"...) đều là giống đực như impressionnisme, modernisme, romanisme...

#### Singulier et Pluriel (Số ít và số nhiều)
Danh từ ngoài phân theo giống thì cũng được chia theo số, cụ thể là số ít (singulier, kí hiệu n.s) và số nhiều (pluriel, kí hiệu n.p). Không đơn giản như tiếng Anh (hầu hết thêm -s hoặc -es) hay như tiếng Ý (từ đuôi -o, -e thành đuôi -i, đuôi -a thành đuôi -e), tiếng Pháp có nhiều nguyên tắc hình thành danh từ số nhiều từ số ít. Cụ thể là
1. Danh từ tận cùng bằng -s, -x và -z thì ở dạng số nhiều không thay đổi: un pays - des pays (quốc gia), une noix - des noix (quả óc chó), un nez - des nez (cái mũi)..

- Một số danh từ đuôi ou có số nhiều là oux: un hibou - des hiboux (con cú).
- Các từ đuôi al có số nhiều là aux: un canal - des caaux (con vịt), nhưng tồn tại một số ngoại lệ như un festival - des festivals (lễ hội)
- Các từ đuôi au có số nhiều là aux: un tuyau - des tuyaux, ngoại lệ như landau, sarrau

#### Cụm danh từ (Groupe Nominal)
Danh từ và một từ ngữ phụ thuộc nó tổ hợp lại thành một cụm từ thống nhất gọi là cụm danh từ (le groupe nominal). Thí dụ xét nguyên cụm danh từ la première grande douce félicité simple attendue (dịch nghĩa niềm hạnh phúc đầu tiên ngọt ngào lớn lao đơn giản đáng mong đợi), trong cụm này: félicité là danh từ (nom) nên đóng vai trò làm "khuôn mẫu" để quy định các từ ngữ phụ thuộc nó như sau félicité là danh từ số ít nên mạo từ la, số từ première và các tính từ douce, attendue phải ở dạng số ít (tiếng Pháp, không giống tiếng Anh, tính từ có thể ở dạng số ít hoặc số nhiều). Bên cạnh đó, félicité là danh từ giống cái nên mạo từ xác định la, số từ première phải là giống cái, bên cạnh đó tính từ douce, attendue là giống cái (douce ở giống đực là doux, attendue ở giống đực là attendu). Hiện tượng mà các từ ngữ phụ thuộc danh từ phải cùng giống và số với danh từ mà chúng bổ ngữ gọi là sự tương hợp (l'accord). Vậy trong cụm danh từ, tất cả từ ngữ phụ thuộc danh từ phải tương hợp về giống và số với danh từ mà chúng bổ ngữ.

## Đại từ (Le pronom)

### Đại từ nhân xưng (Les pronoms personnels)
Dưới đây trình bày đại từ nhân xưng chủ ngữ, đại từ nhân xưng bổ ngữ trực tiếp (complément d'objet direct, COD) và đại từ nhân xưng bổ ngữ gián tiếp (complément d'objet indirect, COI).
|                    | Ngôi | Chủ ngữ (Sujet)                        | Complément d'objet direct | Complément d'objet indirect |
| ------------------ | ---- | -------------------------------------- | ------------------------- | --------------------------- |
| Số ít (Singulier)  | 1    | je (tôi)                               | me                        | me                          |
| Số ít (Singulier)  | 2    | tu (bạn)                               | te                        | te                          |
| Số ít (Singulier)  | 2    | il (anh ấy) elle (cô ấy)               | le la                     | lui                         |
| Số nhiều (Pluriel) | 1    | nous (chúng tôi)                       | nous                      | nous                        |
| Số nhiều (Pluriel) | 2    | vous (bạn/ các bạn)                    | vous                      | vous                        |
| Số nhiều (Pluriel) | 3    | ils (họ/ các anh ấy) elles (các cô ấy) | les                       | leur                        |

Nếu phía sau đại từ, động từ là các nguyên âm thì các ngôi je, me, te, le, la phải chuyển thành j', m', t', l'.
Ví dụ. J'habite en Paris. (Tôi sống ở Paris).

#### Sự khác biệt giữa một số đại từ nhân xưng chủ ngữ

##### Giữa "tu" và "vous"
Vous ngoài là đại từ số nhiều thì nó cũng được dùng dưới dạng đại từ số ít (singulier), tức ta có thể xưng hô vous với nhiều người hoặc chỉ với một người đều đúng cả. Vậy nếu dùng vous để xưng hô với một người thì nó lại bị trùng chức năng (la fonction) với ngôi tu, như vậy sẽ dẫn đến dư thừa vốn từ cần thiết. Tuy nhiên, giữa vous và tu có sự khác biệt nên mới có thể dùng như vậy. Cụ thể là
- Tu được dùng để xưng hô với người thân, bạn bè và những người nhỏ tuổi hơn mình nhằm tạo không khí thân mật, nhẹ nhàng. (forme de famille)
- Vous được sử dụng để xưng hô với người lạ, người lớn tuổi, các văn bản hành chính - công vụ nhằm xây dựng nên văn phong lịch sự, trang trọng. (forme de politesse).

Nhắc đến vous, ta sẽ phải nhắc đến monsieur, madame và mademoiselle. Monsieur (có thể viết tắt là M.) + tên: dùng để gọi lên một người nam giới một cách kính trọng. Ví dụ: Monsieur Rousseau (M. Rousseau) - nghĩa là Ngài/ Quý ông Rousseau. (Tương đương với Mr. Rousseau trong tiếng Anh). Do monsieur là danh từ ghép hình thành giữa tính từ sở hữu mon và danh từ sieur, do đó khi ở dạng số nhiều phải biến đổi cả danh từ và tính từ (tức sieur thành sieurs và mon thành mes, xem lại Mục. Tổng quan và sự tương hợp). và khi hợp lại sẽ trở thành messieurs (Các quý ông).
Madame (viết tắt Mme.) được dùng để xưng hô với người phụ nữ lớn tuổi hoặc người phụ nữ đã có gia đình (bất kể người đó nhỏ hay lớn tuổi) ví dụ như Madame Anne (Mme. Anne): quý bà Anne. Tương tự như cách giải thích ở trên, madame khi chuyển sang số nhiều sẽ trở thành là mesdames (quý bà). Khi nhắc đến cụm từ "Thưa quý vị" tiếng Pháp sẽ là "Mesdames et Messieurs".
Còn mademoiselle (viết tắt là Mlle.) được dùng để xưng hô với người phụ nữ trẻ tuổi hoặc chưa có chồng, ví dụ Mlle. Constance. (Quý cô Constance). Dạng số nhiều sẽ là mademoiselles hoặc mesdemoiselles. Lưu ý, khi gặp người phụ nữ Pháp bất kì nên xưng hô bằng madame mặc dù có trẻ tuổi tới đâu (nếu cần thiết họ sẽ tự sửa cho bạn), còn không thì vẫn phải dùng madame. Tương tự, trong văn bản hành chính - công vụ bắt buộc phải dùng madame chứ không dùng mademoiselle. Trong văn nói, madame cũng được sử dụng để nói đến người phụ nữ chưa chồng với mục đích kính trọng và lịch sự (courtoisie).

##### Giữa il/elle
Il/Elle ngoài chỉ người, nó còn được dùng để chỉ đồ vật với quy tắc là il sẽ thay thế cho danh từ giống đực (n.m) còn elle sẽ thay thế cho danh từ giống cái.
Ví dụ. La poupée est rose. (Búp bê màu hồng), poupée là giống cái nên có thể thay thế bằng elle, câu tương đương sẽ là Elle est rose.
Tương tự, Le ciel est bleu. = Il est bleu.

##### Giữa ils/elles
Ngoài chỉ người ils, elles cũng được dùng để chỉ đồ vật. Bên cạnh đó, trong trường hợp chỉ người:
- Nếu trong đám người chỉ toàn là phụ nữ thì mới dùng elles.
- Còn trong đám người phụ nữ mà chỉ cần có một người nam giới trong đám người đó thì phải dùng ils.

#### Quy tắc 1. Đại từ bổ ngữ phải đứng trước động từ mặc dù bổ ngữ đứng sau động từ
Phần này khá khó hiểu nhưng một khi đã quen thì sẽ dễ dàng hiểu. Lưu ý phân biệt đại từ bổ ngữ và bổ ngữ ví dụ xét câu: Maryse a chanté la chanson « Donna Donna ». La chanson « Donna Donna » trong câu này là bổ ngữ và có thể được thay thế bằng đại từ bổ ngữ là la.
1. Trong một câu nếu chỉ xuất hiện hoặc COD hoặc COI, trong trường hợp các bổ ngữ được thay thế bởi đại từ thì đại từ bổ ngữ phải đứng đằng trước động từ, lúc này câu văn sẽ trở thành Sujet + COD/COI + verbe:
Ví dụ. xét câu bình thường Je pense à Jacques (Tôi nghĩ về Jacques.) do "à Jacques" bổ ngữ cho động từ nên danh từ riêng "Jacques" là bổ ngữ, mặt khác, do đứng phía sau giới từ (cụ thể là à) nên "Jacques" trong trường hợp này là COI vậy "à Jacques" sẽ được thay thế bằng đại từ "lui". Theo nguyên tắc, đại từ sẽ đảo lên phía trước động từ nên câu mới sẽ trở thành Je lui pense. (Tôi nghĩ về anh ấy.)
2. Trong một câu nếu có cả COD và COI, thì trật tự câu sẽ là Sujet + COI + COD + Verbe.
Ví dụ. Maryse donne des marguerites à toi. (Maryse tặng bạn những bông cúc.). Câu này hơi sai ngữ pháp (ở chỗ trong câu nếu "à toi" thì phải chuyển ngay thành "te" và đặt phía trước động từ nhưng tạm thời chấp nhận là đúng để phân tích câu). Cụm danh từ "des marguerites" và "à toi" đều là những bổ ngữ cho động từ, tuy nhiên do "des marguerites" đứng liền, trực tiếp phía sau động từ không cần bất cứ giới từ nào nên nó là COD và được thay thế bằng "les", còn "à toi" do "toi" đứng phía sau "à" nên "à toi" là COI, thay thế bằng "te". Theo nguyên tắc trên, ta sẽ được Maryse te les donne. (Maryse tặng nó cho bạn.)
3. Lưu ý, ngoại lệ là nếu COI là lui hoặc leur thì trật tự câu sẽ là Sujet + COD + lui/leur + Verbe.
Ví dụ. Joanne parlera anglais aux étrangers. (Joanne sẽ nói tiếng Anh với người nước ngoài). Lưu ý aux chính là sự kết hợp giữa giới từ "à" và "les" ("à les" phải chuyển thành "aux", còn "à le" phải chuyển thành "au"). Tương tự "anglais" là COD, thay thế bằng "le" còn "étrangers" là COI, thay thế bằng "leurs". Đáng lẽ ra theo quy tắc 2, thì câu mới sẽ là Joane leur le parlera. Nhưng trường hợp này là trường hợp đặc biệt nên phải theo nguyên tắc 3, do đó câu mới sẽ là Joanne le leur parlera.
4. Cần phân biệt vị trí đặt đại từ bổ ngữ sao cho đúng, thường thì sẽ phải đặt trước động từ mà nó bổ nghĩa.
Ví dụ. Tu parles Italien. = Tu le parles. (Bạn nói tiếng Ý = Bạn nói tiếng đó, rõ ràng Italien bổ nghĩa cho động từ parles nên đại từ thay thế cho Italien phải đặt phía trước động từ parles.)
Bây giờ mở rộng câu ra,
Ví dụ. Je veux parler Italien. (Tôi muốn nói tiếng Ý, lưu ý tất cả động từ phía sau vouloir, pouvoir, devoir... phải giữ nguyên mẫu). Trong câu này có tới hai động từ liền kề nhau là veux và parler vậy thì đại từ thay thế bổ ngữ Italien là "le" sẽ đặt ở đâu, mặt khác nguyên tắc là đại từ bổ ngữ chỉ đặt phía trước động từ mà nó bổ ngữ? Bây giờ phân tích rõ ràng câu đó: Je veux parler Italien (Tôi muốn nói tiếng Ý.), loại bỏ parler khỏi câu này, ta sẽ được "Je veux Italien." (Tôi muốn tiếng Ý.), tuy đúng ngữ pháp nhưng nghĩa sẽ rất kỳ lạ, bất hợp lí và không logic, nhưng nếu loại veux ra khỏi câu, ta được "Je parle Italien." (Tôi nói tiếng Ý), nghĩa câu này bình thường và khá logic. Do đó, nếu loại bỏ parler, câu văn sẽ tối nghĩa, do đó Italien bổ nghĩa cho parler. Vậy nếu thay Italien bằng đại từ "le", câu văn mới phải là Je veux le parler.
Quay trở lại ví dụ trên, nếu phân tích kĩ càng thì có vẻ như nguyên cụm "parler Italien" là bổ ngữ cho động từ veux vì nếu đặt câu hỏi: "Tu veux quoi?" (Bạn muốn gì?) Thì câu trả lời hợp lí là Je veux parler Italien. (Tôi muốn nói tiếng Ý). Do đó đại từ thay thế Italien đặt phía trước parler là hợp lí (chỉ biến đổi trong cụm từ mà không biến đổi nghĩa cả câu.)
5. Trong câu phủ định, đại từ bổ ngữ phải luôn đi kèm với động từ và có thể xem như đại từ và bổ ngữ là một cặp không tách rời. Do đó, cấu trúc câu phủ định sẽ là Sujet + ne/n' + COD/COI + verbe + pas/ jamais....
Ví dụ. Vous jouez aux échecs. = Vous les jouez, (Bạn chơi cờ) khi chuyển sang câu phủ định sẽ là Vous ne les jouez pas.
Do ne... pas chỉ cài vào động từ chính nên ví dụ ở trường hợp 5, khi chuyển sang phủ định sẽ là Je ne veux pas le parler. (veux là động từ chính, còn "le parler" có thể xem như một bổ ngữ complément d'objet).
Quy tắc 2. Tính từ thường đứng sau danh từ mà nó bổ ngữ
Ví dụ. Une situation sérieuse, un après-midi silencieux, des paysages pittoresques...
Đa số tính từ thường đứng sau danh từ đó: tính từ dài (ví dụ như miraculeux, sympathique, nécessaire...), quá khứ phân từ (như specialisé, charmé, séduisé... QKPT luôn đứng sau danh từ), tính từ chỉ màu sắc (blanc, bleu, noir...) hay tính từ chỉ quốc tịch (vietnamien, américain, anglais, japonais...)...
Tuy nhiên cũng có một số tính từ luôn đứng trước danh từ đó là vieil/vieux/vieille, jeune, beau/bel/belle, nouvel/nouveau/nouvelle, grand, petit, faux/fausse, gros, énorme, ancien, bon, joli, mauvais, fou/folle, même, doux, longue, fort...
Một số tính từ thay đổi vị trí có thể dẫn đến thay đổi về nghĩa như un grand homme (người đàn ông nổi tiếng)/ un homme grand (người đàn ông to lớn)...

### Đại từ nhấn mạnh (Les pronoms toniques)
Dưới đây là các đại từ nhấn mạnh trong tiếng Pháp
| Le pronom personnel | Le pronom tonique correspondant (Đại từ nhấn mạnh tương ứng) |
| ------------------- | ------------------------------------------------------------ |
| je                  | moi                                                          |
| tu                  | toi                                                          |
| il/elle/on          | lui/ elle/soi                                                |
| nous                | nous                                                         |
| vous                | vous                                                         |
| ils/ elles          | eux/elles                                                    |

Đại từ nhấn mạnh, như đúng tên gọi của nó, được dùng để nhấn mạnh thành phần câu nào đó như chủ ngữ, bổ ngữ... Do đó, đại từ nhấn mạnh không bao giờ làm chủ ngữ.
Ví dụ.
Eux, Jacques et Pierre font énergétiquement. (Họ, Jacques và Pierre làm việc rất hăng hái). Trong câu này, đại từ "eux" dùng để nhấn mạnh cho chủ ngữ Jacques et Pierre (ngôi ils).
Toi, je t'aime beaucoup comme les étoles lumineuses dans le ciel. (Anh, em yêu anh nhiều như những vì sao sáng trên bầu trời.). Trong câu này, đại từ "toi" được dùng để nhấn mạnh cho bổ ngữ te.
Đại từ nhấn mạnh được sử dụng phía sau giới từ, liên từ như avec, et, de, à...
Ví dụ. Je suis tombée amoureux de toi. (Em yêu anh)

### Đại từ on/en/y

#### Đại từ on
Đại từ on được sử dụng dành cho người và tương đương với các ngôi, từ ngữ sau:
- Ngôi nous: On vient des États-Unis. (Chúng tôi đến từ Hoa Kỳ.)
- Đại từ phiếm chỉ "Quelqu'un": On était fait irruption dans nos maison avant que nous soyons rentrés chez nous. (Ai đó đã đột nhập nhà chúng tôi trước khi tôi trở về nhà.)
- Đại từ phiếm chỉ "Tout le monde" (mọi người) hay "N'importe qui" (bất cứ ai): On oublie vite. (Người ta mau quên).
- Thỉnh thoảng, nó còn thay thế ngôi tu hoặc ngôi vous: Alors, on est contente, on a réussi? (Em đã chiến thắng và em rất hài lòng chứ?)

#### Đại từ en/y
Đại từ "en" được sử dụng:
- Như bổ ngữ trực tiếp, thay thế một danh từ có mạo từ des, un hoặc du đứng trước như Adèle a vu des tziganes. = Adèle en a vus.

### Đại từ sở hữu (Les pronoms possessifs)
Dưới đây là bảng các đại từ sở hữu trong tiếng Pháp.
| Ngôi      | Singulier | Singulier | Pluriel    | Pluriel     |
| Ngôi      | Masculin  | Feminine  | Masculin   | Feminin     |
| --------- | --------- | --------- | ---------- | ----------- |
| je        | le mien   | la mienne | les miens  | les miennes |
| tu        | le tien   | la tienne | les tiens  | les tiennes |
| il/elle   | le sien   | la sienne | les siens  | les siennes |
| nous      | le nôtre  | la nôtre  | les nôtres | les nôtres  |
| vous      | le vôtre  | la vôtre  | les vôtres | les vôtres  |
| ils/elles | le leur   | la leur   | les leurs  | les leurs   |

Đại từ sở hữu dùng để thay thế cho một cụm adj. possessif + nom, nhằm tránh lặp từ trong câu hoặc đoạn văn. Ví dụ, "ma maison" được thay thế bằng đại từ sở hữu là "la mienne", hoặc "ses oncles" có thể thay thế bằng "les siens".
Ví dụ. "C'est votre voiture?" - "Non, ce n'est pas la mienne." Trong ví dụ này, "voiture" được thay thế bởi "la mienne".

## Động từ (le verbe)
Đông từ (le verbe) là những từ dùng để miêu tả hành động, trạng thái của sự vật, sự việc như chanter (hát), promouvoir (quảng bá), pleuvoir (mưa)... Tiếng Pháp có tới hai trợ động từ (auxiliaire) chính là être (thì, là, ở) và avoir (có) được sử dụng trong các thì kép và câu bị động. Động từ trong tiếng Pháp được cấu tạo gồm: Radical - terminaison (Thân từ - Hậu tố). Thân từ mang ý nghĩa của động từ còn phần hậu tố chỉ ngôi, thì, thể và lối (cách). Ví dụ: Je mangeais du chocolat. (Tôi đã ăn sôcôla). Radical mange mang ý nghĩa là ăn còn hậu tố -ais để chì thì L'imparfait (Quá khứ chưa hoàn thành), ngôi thứ nhất số ít (Je), thức trần thuật (L'indicatif).Dựa vào hậu tố, chúng được chia thành được chia làm 3 nhóm (3 groupes):
- Nhóm 1 (1er groupe): những động từ có đuôi -er như aimer (yêu), manger (ăn), chanter (hát), regarder (nhìn)... ngoại trừ động từ aller
- Nhóm 2 (2ème groupe): những động từ có đuôi -ir như finir (kết thúc), réussir (thành công), haïr (căm thù)...
- Nhóm 3 (3ème groupe): những động từ còn lại và trợ động từ (être, avoir), được xem là bất quy tắc (irrégulaire) như aller (đi), venir, faire (làm)... Trong nhóm này, người ta thường chia thành 3 nhóm nhỏ nữa (modèle) là kết thúc bằng -ir (ngoài nhóm 2), -oir (exemple: savoir, voir...) và -re (như attendre, prendre, mettre...)/

Động từ trong tiếng Pháp được chia theo thì (temp), thể (aspect) và thức (mode). Có 3 thì cơ bản trong tiếng Pháp là thì quá khứ (passés temps), thì hiện tại (présent temps) và thì tương lai (futurs temps) và có 7 thức tất cả: tjhức trần thuật (indicatif), thức chủ quan/ lối liên tiếp (subjonctif), thức mệnh lệnh (impératif), thức điều kiện (conditionnel), thức vô định (infinitif), phân từ (participe) và động danh từ (gérondif). Bảng dưới đây trình cách sử dụng của một số thức.
| Mode                          | Usage | Các thì có trong cách                                                                                             |
| ----------------------------- | --- | --- |
| Thức trần thuật (Indicatif)   | Dùng để diễn tả hành động có thật, chắc chắn xảy ra trong hiện tại, quá khứ, tương lai | Présent, Futur simple, futur antérieur, Passé composé, imparfait, passé simple, plus-que-parfait, passé antérieur |
| Thức chủ quan (Subjonctif)    | Dùng để bộc lộ tình cảm, cảm xúc, suy nghĩ, quan điểm chủ quan của một người nào đó. Dùng để tả sự nghi ngờ về tính khả quan, khả năng xảy ra của hành động. Trong một số cấu trúc bắt buộc như Il faut que... | Présent, passé composé, imparfait, plus-que-parfait                                                               |
| Thức mệnh lệnh (Impératif)    | Dùng để khuyên bảo, đề nghị, yêu cầu, ra lệnh. | Présent, passé |
| Thức điều kiện (conditionnel) | Dùng để đề nghị một cách lịch sự. Dùng để diễn tả khả năng xảy ra của hành động phụ thuộc vào điều kiện nhất định. Trong cấu trúc câu điều kiện                                                                | Présent,, passé                                                                                                   |
| Thức vô định (Infinitif)      | Khi động từ đứng sau một số động từ khác như vouloir, pouvoir, aimer, détester, adorer... Khi động từ làm chủ ngữ hay đảm nhận vai trò khác ngoài chủ ngữ                                                      | Présent, passé |
| Phân từ (Participe)           | Sử dụng trong các thì kép, câu bị động. Có tính chất gần giống như một tính từ hoặc một mệnh đề tính ngữ, trạng ngữ                                                                                            | Présent, Passé |

## Hạn định từ (Déterminants)
Hạn định từ (Déterminants) là những từ ngữ pháp có chức năng xác định cho danh từ mà chúng bổ ngữ (như xác định số lượng, vị trí, sở hữu...). Hạn định từ luôn đứng trước danh từ.

### Mạo từ (Article)
Mạo từ (Article) luôn xuất hiện và bổ trợ cho danh từ mà chúng bổ ngữ. Mạo từ không phải là một loại từ riêng biệt, có thể xem nó như một bộ phận của tính từ dùng để bổ nghĩa cho danh từ (như ở Tiếng Việt là: cái, con, chiếc... Ở Tiếng Anh là: a, an, the). Có ba dạng mạo từ đó là:
• mạo từ xác định (article défini)
• mạo từ không xác định (article indéfini)
• mạo từ bộ phận (article partitif).
| Các dạng mạo từ       | Số ít          | Số ít                  | Số nhiều         |
| Các dạng mạo từ       | Giống đực      | Giống cái              | Số nhiều         |
| --------------------- | -------------- | ---------------------- | ---------------- |
| Mạo từ xác định       | le le rêve     | la la solution         | les les journaux |
| Mạo từ không xác định | un un bâtiment | une une inspiration    | des des fleurs   |
| Mạo từ bộ phận        | du du sucre    | de la de la mayonnaise | des des salades  |

Nếu như danh từ số ít bắt đầu bằng nguyên âm hay âm "h" câm thì mạo từ xác định phải chuyển về l' (kể cả giống đực hay giống cái). Ví dụ như l'hôpital, l'histoire...

### Tính từ chỉ định (Adjectifs démonstratifs)
Tính từ chỉ định được sử dụng để trỏ vào sự vật sự việc. 
| Số ít     | Số ít     | Số ít     | Số nhiều |
| Giống đực | Giống đực | Giống cái | Số nhiều |
| --------- | --------- | --------- | -------- |
| ce        | cet       | cette     | ces      |

Ta dùng cet với danh từ giống đực số ít bắt đầu bằng nguyên âm hoặc âm "h" câm.
Ví dụ. Ce soir, cet événement, cette ambition, ces valeurs...
Ví dụ. Cette costumière-ci (cái tủ quần áo này), cette pendule-là (cái đồng hồ kia)...

## Trạng từ (Adverbe)
Trạng từ (Adverbe) là những từ được thêm vào động từ, tính từ nhằm bổ sung thêm nghĩa cho động từ, tính từ hoặc trạng từ khác. Không giống như tính từ, trạng từ không phải biến đổi theo nguyên tắc tương hợp (d'accord). Trạng từ luôn đứng sau động từ (nếu bổ nghĩa cho động từ), đứng trước tính từ nếu bổ nghĩa cho tính từ và đứng đầu câu nếu bổ nghĩa cho cả một câu.
Ví dụ. Le vieil homme entre lentement dans cette chambre. (Cụ già bước vào căn phòng này chậm chạp). Lentement bổ nghĩa cho động từ "entrer" nên đứng sau động từ entre.
Des fleurs sont très belles. (Những bông hoa rất đẹp). Très bổ ngữ cho tính từ belles, do đó nó đứng trước tính từ bel.